# William L. Douglas
Pour les articles homonymes, voir William Douglas.
William Lewis Douglas (22 août 1845 - 17 septembre 1924) est un homme politique américain.